# Communauté de communes la Grandvallière
La communauté de communes la Grandvallière est une communauté de communes française située dans le département du Jura, en Franche-Comté, dans la région administrative Bourgogne-Franche-Comté.

## Historique
En 1994, les communes de Grande Rivière, Saint-Pierre, Prénovel, Chaux-des-Prés, Les Piards, Prénovel et Chaux-du-Dombief se regroupent au sein de la Communauté de communes de Trémontagne.
En 2001, les communes de Saint-Laurent-en-Grandvaux, La Chaumusse, Fort-du-Plasne, Château-des Prés et Lac-des-Rouges-Truites les rejoignent. 
Le 26 juillet 2002, la Communauté de communes de Trémontagne prend son nom actuel.
En 2016, le nombre de communes passe de 11 à 10 avec la fusion de Chaux-des-Prés et Prénovel qui forment Nanchez.
En 2019, Château-des-Prés et Grande-Rivière fusionnent pour former Grande-Rivière Château, Les Piards intègre Nanchez ce qui porte le nom de communes à 8.

## Territoire communautaire

### Composition
En 2023, la communauté de communes est composée des 8 communes suivantes :

| Nom                                | Code Insee | Gentilé       | Superficie (km2) | Population (dernière pop. légale) | Densité (hab./km2) |
| ---------------------------------- | ---------- | ------------- | ---------------- | --------------------------------- | ------------------ |
| Saint-Laurent-en-Grandvaux (siège) | 39487      | Grandvalliers | 17,57            | 1 818 (2022)                      | 103                |
| La Chaumusse                       | 39126      | Chaumussards  | 10,62            | 391 (2022)                        | 37                 |
| La Chaux-du-Dombief                | 39131      |               | 21,65            | 568 (2022)                        | 26                 |
| Fort-du-Plasne                     | 39232      | Grandvalliers | 12,92            | 478 (2022)                        | 37                 |
| Grande-Rivière Château             | 39258      |               | 39,21            | 633 (2022)                        | 16                 |
| Lac-des-Rouges-Truites             | 39271      |               | 19,69            | 395 (2022)                        | 20                 |
| Nanchez                            | 39130      |               | 31,65            | 761 (2022)                        | 24                 |
| Saint-Pierre                       | 39494      |               | 16,37            | 362 (2022)                        | 22                 |

### Démographie
| 1968  | 1975  | 1982  | 1990  | 1999  | 2009  | 2014  | 2021  |
| ----- | ----- | ----- | ----- | ----- | ----- | ----- | ----- |
| 4 064 | 4 050 | 4 273 | 4 606 | 4 958 | 5 227 | 5 377 | 5 406 |

## Administration

### Siège
Le siège de la communauté de communes est à Saint-Laurent-en-Grandvaux, 31 rue de Paris.

### Élus
La communauté de communes est administrée par son conseil communautaire, composé de  conseillers municipaux représentant chacune des  communes membres.
Au terme des élections municipales de 2020 dans le Jura, le conseil communautaire renouvelé  a élu le 15 juillet 2020 sa nouvelle présidente, Françoise Vespa,  maire de Saint-Laurent-en-Grandvaux, et désigné ses quatre vice-présidents, qui sont  : 
1. Christian Bruneel, élu de Nanchez, chargé de la culture et à la communication ;
2. Jean Richard, maire du Lac des Rouges-Truites, chargé de l’industrie et de l’économie ;
3. Philippe Pirazzi, élu de de Saint-Laurent en Grandvaux, chargé du tourisme et du territoire ;
4. Pascal Jarno, élu de Chaux-du-Dombief, chargé des affaires sociales et de l’EHPAD.

Le bureau de l’intercommunalité pour le mandat 2020-2026 est constitué du présuident, des quatre vice-présidents et de quatre outres membres.

### Liste des présidents
| Période                                  | Période                    | Identité          | Étiquette | Qualité |
| ---------------------------------------- | -------------------------- | ----------------- | --------- | --- |
| Les données manquantes sont à compléter. |                            |                   |           | |
| 2002                                     | juillet 2020               | M. Claude Pilloud | DVD       | Agriculteur Maire de La Chaux-du-Dombief (2001 → 2022) Démissionnaire |
| juillet 2020                             | En cours (au 28 mars 2023) | Françoise Vespa   | UDI       | Maire de Saint-Laurent-en-Grandvaux (2001 → ) Conseillère départementale de Saint-Laurent-en-Grandvaux (2015 → ) Vice-présidente du conseil départemental du Jura (2015 → 2021) Présidente du parc naturel régional du Haut-Jura (2020 → ) |

### Compétences
L'intercommunalité exerce les compétences qui lui ont été transférées par les communes membres, dans les conditions déterminées par le code général des collectivités territoriales.
Il s'agit de [réf. nécessaire] :
- Aménagement de l'espace
- Développement économique
- Services à la population
- Équipements sportifs d'intérêt communautaire.

## Projets et réalisations
Conformément aux dispositions légales, une communauté de communes a pour objet d'associer des « communes au sein d'un espace de solidarité, en vue de l'élaboration d'un projet commun de développement et d'aménagement de l'espace ».